# 一生何求 (陳百強歌曲)
《一生何求》，陳百強在1989年發表的歌曲，亦是無綫電視劇集《義不容情》的主題曲。歌曲改編自王傑的《惦記這一些》，由王文清作曲、潘偉源填詞、蘇德華編曲，收錄於陳百強第十六張粵語專輯《一生何求》，是其最著名的代表作之一。
此曲是一首以G大調寫成、BPM 65、4/4節拍的抒情曲。

## 背景
1988年，王傑正在跟香港華納唱片和台灣飛碟唱片籌備他出道後首張粵語專輯，按照專輯監製郭小霖的意願，廣東話版本來發還給王傑演唱。陳百強於1989年初從DMI回到華納後，韋家輝正為拍攝進行得如火如荼的《義不容情》尋找主題曲，敲定由其他歌手演唱劇集歌曲。一天華納收到陳百強電話，說在台灣旅行時聽到王傑的國語原版，他聽到後決定親自選取歌曲來改編，並向何哲圖（Herman）告知其意願。Herman為兼顧陳及王傑的意願，向無綫電視及韋家輝談判，最後雙方簽訂合約，陳百強獲准取得歌曲的改編權，更允許Herman將王傑的《幾分傷心幾分痴》列為劇集插曲。
潘偉源後來透露在與黃柏高去見劇集監製韋家輝商討主題曲的寫法前，《一生何求》的歌詞其實早已寫好，潘偉源原本不願為此更改任何歌詞，但是與黃柏高商討後，為說服韋家輝此曲是為《義不容情》量身定做而寫，忍痛將原詞中的「偏加重我苦憂」更改成「觸不到已跑開」，說是專為劇中周海媚追火車的鏡頭而寫，令韋家輝非常滿意。

## 獎項
《一生何求》獲得》1989年度「十大中文金曲」獎以及1989年度「十大勁歌金曲」獎。潘偉源亦憑著此曲獲得1989年度「十大勁歌金曲——最佳填詞」獎。
2010年的第一屆華語金曲獎評選，《一生何求》獲得「華語金曲獎——30人30歌」獎。

## 翻唱版本
| 年份 | 歌手                          | 場合/專輯                                                     |
| ---- | ----------------------------- | ------------------------------------------------------------- |
| 1989 | 湯美君                        | 無線電視「歡樂今宵」                                          |
| 1991 | 羅文                          | 再見利舞台慈善演唱會                                          |
| 1992 | 王菲                          | 黎明'92北京演唱會                                             |
| 1992 | 林子祥                        | 無綫電視《博愛歡樂傳萬家》                                    |
| 1994 | 劉德華                        | 陳百強金曲紀念演唱會                                          |
| 1994 | 華納群星                      | 《紫色的回憶》合輯                                            |
| 1995 | 倫永亮、羅文                  | 無線電視台28週年台慶                                          |
| 1997 | 譚詠麟                        | 《我們一起唱過的歌》專輯                                      |
| 1999 | 梅艷芳                        | 百變梅艷芳演唱會                                              |
| 2002 | 吕珊                          | 《金曲集》專輯                                                |
| 2006 | 吕珊                          | 再闪星光夜演唱会                                              |
| 2010 | 雷安娜                        | 《雷安娜·全新录音新曲+精选》專輯 彩雲再現雷安娜演唱會         |
| 2010 | 王傑                          | 唱好生命演唱會                                                |
| 2010 | 徐小鳳                        | 金光燦爛演唱會                                                |
| 2010 | 李健                          | 看見李健演唱會                                                |
| 2010 | 劉德華                        | 《忘不了的》專輯 (港台太陽計劃2010禁毒廣播劇《毒戒》主題曲)   |
| 2011 | 蘇妙玲                        | 湖南衛視「2011快樂女聲」總決賽                                |
| 2012 | 黃凱芹                        | 黃凱芹25週年演唱會                                            |
| 2012 | 譚詠麟、杜麗莎                | 譚詠麟 · 杜麗莎Time After Time演唱會                          |
| 2012 | 陳僖儀                        | 無線電視「星光熠熠耀保良」                                    |
| 2013 | 李安琪                        | 《Salute Deux》專輯                                           |
| 2013 | 王健、楊洋                    | 別克君越新車發佈會 大提琴與鋼琴合奏                           |
| 2015 | 李國祥                        | 無線電視「Sunday靚聲王」EP18                                  |
| 2015 | 陳樂基                        | 江西卫视《超级歌单》                                          |
| 2016 | 歐豪                          | 中國大陸電影《少年》                                          |
| 2016 | 葉世榮                        | 葉世榮「引以為榮世界巡回演唱會」馬來西亚站                    |
| 2017 | 黃凱芹                        | 中央電視台中文國際頻道（CCTV-4）「中華情」                    |
| 2018 | 許冠傑、譚詠麟                | 阿Sam & 阿Tam Happy Together演唱會                            |
| 2018 | 鍾鎮濤                        | 《環球高歌陳百強》合輯                                        |
| 2018 | 朱紫嬈                        | 《Remembering...想你》專輯                                    |
| 2018 | 胡渭康                        | 無綫電視《流行經典50年》                                      |
| 2019 | 蘇妙玲                        | CCTV-15音樂頻道「全球中文音樂榜上榜」                         |
| 2019 | 蔣志光                        | 無綫電視《流行經典50年》                                      |
| 2019 | 張振朗                        | 無綫電視劇集《牛下女高音》插曲                                |
| 2019 | 譚俊彥                        | 無綫電視《明愛暖萬心》                                        |
| 2019 | 張振朗、吳岱融                | 無綫電視《善心滿東華》                                        |
| 2020 | 楊千嬅                        | 電影《麥路人》主題曲                                          |
| 2020 | 陳佳                          | 《似是故人來》專輯                                            |
| 2020 | 胡鴻鈞、周柏豪                | 無線電視「萬千星輝賀台慶」                                    |
| 2020 | 張可盈                        | 《一生何求》Single                                            |
| 2021 | 譚詠麟、李健                  | 東方衛視「中國夢之聲 · 我們的歌」第2季                        |
| 2021 | 鍾鎮濤、胡杏兒                | 鳳凰衛視/無綫電視「灣區升明月」——2021年大灣區中秋電影音樂晚會 |
| 2021 | 曾比特、老虎歌皇              | 無綫電視「勁歌金曲」                                          |
| 2021 | 布志綸、小笼包乐队            | 广东广播电视台珠江频道《粤语好声音—乐队风暴》                 |
| 2021 | 蘇妙玲                        | 浙江衛視「天賜的聲音」EP7                                     |
| 2022 | 蘇妙玲                        | CCTV-15音樂頻道「一起音樂吧」                                 |
| 2022 | 李玟、李健                    | 湖南衛視/無綫電視《聲生不息》第8期                            |
| 2022 | 劉濤                          | 人民日報新媒體「我們的紫荊花」——慶祝香港回歸祖國25週年雲歌會  |
| 2022 | 袁偉豪                        | 無綫電視《我們的主題曲》第一集                                |
| 2022 | 林智樂                        | 無綫電視劇集《下流上車族》插曲                                |
| 2022 | 盧宜均                        | 港台電視31《港樂•講樂》第五集《紀念陳百強》                   |
| 2022 | 溫兆倫、林峯、 陳小春、吳卓羲 | 湖南衛視「披荊斬棘」                                          |
| 2022 | 方季惟                        | 年代電視「那些年那些歌」                                      |
| 2023 | 鮑聖光                        | 無線電視「中年好聲音」                                        |
| 2023 | 蔣志光                        | 蔣志光馬來西亞演唱會                                          |
| 2023 | 溫兆倫、劉惜君                | 灣區升明月大灣區電影音樂晚會                                  |
| 2023 | 福州吾樂室內合唱團            | -                                                             |
| 2023 | 尹新杰                        | 無線電視「中年好聲音2」                                       |
| 2024 | 涂家堯                        | 潘偉源 · 好聲音源源不絕作品演唱會                             |
| 2024 | 曾比特                        | 央视、騰訊電視劇《繁花》插曲 無線電視「萬眾同心公益金」       |
| 2024 | 譚詠麟                        | 湖南衛視「聲生不息 · 大灣區季」EP1                            |
| 2024 | 任賢齊                        | 任賢齊「齊跡」演唱會佛山站                                    |
| 2025 | 尹曉輝、楊姝                  | 小號x鋼琴合奏《一生何求》                                     |
| 2025 | 張與辰                        | 無線電視「中年好聲音3」EP23                                   |
| 2025 | 希林娜依·高                   | 央视CCTV3「乐在旅途」第三季EP5                                |

## 另見
- 陳百強《一生何求》專輯
- 無綫電視劇《義不容情》